# 강윤국
강윤국(康潤國, 1926년 9월 28일 ~ 2009년 10월 3일)은 한국의 독립운동가이다. 한국의 독립운동의 마지막 의거인 부민관 폭파사건 주동자가운데 한 사람이다.

## 생애
1926년 서울에서 출생한 강윤국은 일본으로 건너가 노동자 생활을 하던 1943년 5월에 일본강관주식회사에 취업 중이던 한국인 노동자들과 함께 일제의 부당한 차별대우에 항의해 농성하는 등 적극적인 항일투쟁을 활동하였다.
1945년 5월 동지 유만수, 조문기 등과 함께 서울 관수동 130번 유만수의 집에서 비밀결사 대한애국청년당을 조직하는데 참여하였고 이들과 함께 대의당의 박춘금을 명월관에서 폭살하려했으나 미수에 그쳤다.
1945년 7월 24일 서울 부민관에서 조선총독과 조선군사령관, 친일파의 박춘금 등이 참석한 가운데 박춘금의 주최로 개최된다는 소식이 신문지상을 통해 보도되자 이기회에 일제 침략자와 친일 민족반역자를 처단하기로 결심하였고 대한애국청년당 당수인 유만수의 주도로 조문기 등과 함께 수차에 걸쳐 비밀회합을 갖고 폭탄의 장치 등 거사에 필요한 만반의 준비를 갖추었다. 7월 24일 저녁 잠입하여 장치해 둔 2개의 폭탄이 터뜨려 아세아민족분격대회가 열리자 행사장에 아수라장이 되었고 부민관 행사는 완전히 실패하고 말았다. 이 사건은 한국의 독립운동에 민족적 의열투쟁의 대미를 장식한 쾌거로 기록되고 있다. 이후 1990년 건국훈장 애국장을 수여받았으며 2009년 10월 3일에 사망하였다.

## 같이 보기
- 유만수
- 조문기
- 박춘금
- 부민관
- 대의당
- 대한애국청년당